# Maró del Líban
|  | Per a altres significats, vegeu «Maró, màrtir». |

|  | Per a altres significats, vegeu «Joan Maró». |

Maró o Maur (Síria, mitjan s. IV - Líban, ca. 410) fou un prevere sirià, abat i fundador d'una comunitat monàstica al Líban. És venerat com a sant per les esglésies catòlica i ortodoxa, i dona nom a l'Església Maronita, església catòlica libanesa.

## Biografia
Malgrat la seva popularitat, no hi ha dades certes de la seva vida. Nascut a mitjan segle iv a Síria, fou sacerdot i es retirà a fer vida eremítica a una muntanya del Taure, a la regió del Cirrus, vora Antioquia. El seu estil de vida ascètic i els miracles que se li atribuïren van fer que molta gent se li unís per ésser-ne deixebles. El 405, Joan Crisòstom li envià una carta expressant-li el seu respecte i devoció, demanant-li que pregués per ell.
Maró passà gran part de la seva vida a la muntanya; es pensa que a Kefar-Nabo, a la muntanya d'Ol-Yambos, que es considera el bressol de la congregació monàstico-espiritual que ha donat origen a la formació de l'Església Maronita, que fundà Joan Maró al segle VII. Hi morí cap al 410
La congregació es va difondre al Líban quan Abraham de Cirrus, primer deixeble de Maró, evangelitzà la zona posant Maró com a exemple per aconseguir la conversió. Els seguidors de Maró, congregació amb una gran influència als territoris d'Orient, sobretot al Líban i Síria, han continuat sempre fidels als ensenyaments de l'Església catòlica: l'Església Maronita és, de fet, l'església catòlica libanesa.

## Veneració

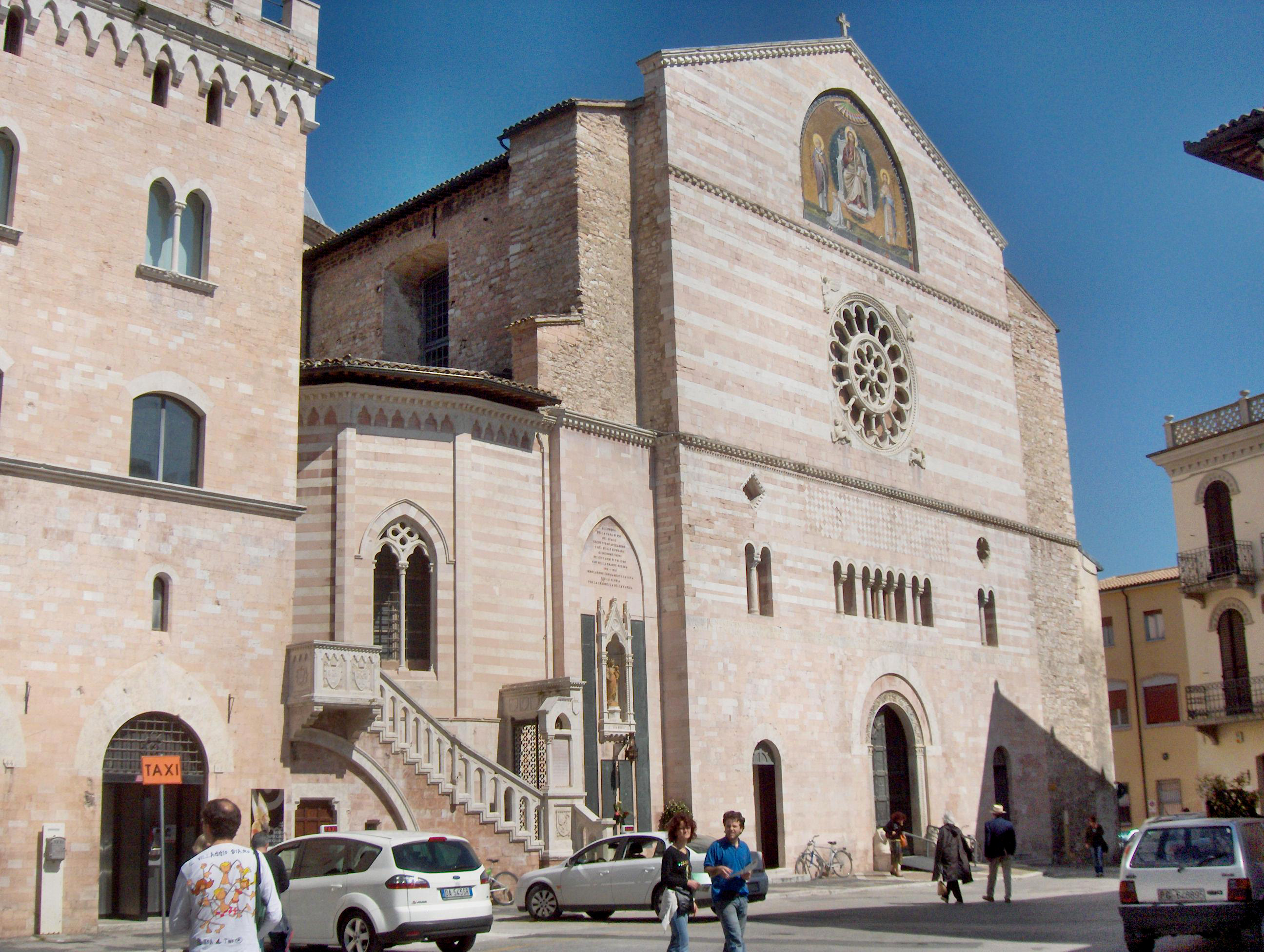
Catedral de Foligno.

Les relíquies de Maró foren portades a l'abadia de Sassovivo, a Foligno, fins que foren portades a la Catedral de San Feliciano (Foligno), amb una part que restà a Sassovivo, i que en 2005 fou robada.
L'església catòlica celebra Maró el 9 de febrer i l'ortodoxa, el 14 de febrer (el 27 de febrer al calendari gregorià).